# Buchenavia ochroprumna
Buchenavia ochroprumna är en tvåhjärtbladig växtart som beskrevs av August Wilhelm Eichler. Buchenavia ochroprumna ingår i släktet Buchenavia och familjen Combretaceae. Inga underarter finns listade i Catalogue of Life.